# Chùa Pháp Hoa (Hà Nội)
Chùa Pháp Hoa thuộc phố Trần Bình Trọng, phường Nguyễn Du, quận Hai Bà Trưng, Hà Nội. Tấm bia khắc năm thứ 12 niên hiệu Tự Đức (1860) ghi việc dân làng Pháp Hoa góp tiền của xây dựng chùa vào năm 1860. Chùa hiện còn giữ được nhiều di vật, tượng cổ mang phong cách nghệ thuật thế kỷ 19 có giá trị. Năm 1989, chùa được bộ Văn Hóa và Thông tin xếp hạng di tích thắng cảnh. Cụm ba ngôi chùa là Thiền Quang, Quang Hoa và Pháp Hoa nằm cạnh nhau, ở số nhà 31-33.